# Троянский, Михаил Григорьевич
Михаи́л Григо́рьевич Троя́нский (род. 13 сентября 1948) — российский дипломат. Чрезвычайный и полномочный посланник 1 класса (2008).

## Биография
Окончил переводческий факультет Московского государственного педагогического института иностранных языков им. Мориса Тореза (1971). Владеет испанским, английским и португальскими языками. Кандидат исторических наук.  В 1974—1988 годах — на научно-педагогической работе. На дипломатической работе с 1988 года.
- В 1988—1993 годах — советник Посольства СССР, затем (с 1991) России в Анголе.
- В 1993—1995 годах — советник, заведующий отделом Департамента информации и печати МИД России.
- В 1995—1998 годах — советник Посольства России в Мексике.
- В 1998—2001 годах — советник-посланник Посольства России в Перу.
- В 2001—2003 годах — главный советник Департамента внешнеполитического планирования МИД России.
- В 2003—2006 годах — главный советник, заместитель директора Департамента информации и печати МИД России.
- С 31 января 2006 по 15 февраля 2011 года — чрезвычайный и полномочный посол России в Перу[1][2].
- В 2011—2013 годах — генеральный консул России в Сан-Паулу (Бразилия).
- С 2014 года — декан Факультета повышения квалификации Дипломатической академии МИД России.
- С 2018 года — и. о. проректора Дипломатической академии МИД России.
- С января по сентябрь 2019 года — и. о. ректора Дипломатической академии МИД России.
- С сентября 2019 года — проректор Дипломатической академии МИД России.

## Дипломатический ранг
- Чрезвычайный и полномочный посланник 2 класса (8 августа 2000)[3].
- Чрезвычайный и полномочный посланник 1 класса (17 июня 2008)[4].

## Награды
- За многолетнюю и добросовестную работу в системе МИД России и в связи с 50-летием объявлена благодарность МИД России
- Знак отличия «За безупречную службу» XXV лет (29 июня 2003) — За большой вклад в реализацию внешнеполитического курса Российской Федерации и многолетнюю безупречную работу[5].
- Юбилейная медаль «Служба Дипломатическо-курьерской связи МИД России. 90 лет»
- Юбилейный нагрудный знак «200 лет Консульской службы Министерства иностранных дел Российской Федерации»
- Медаль «90 лет ИНО–ПГУ–СВР»
- За большой вклад в реализацию внешнеполитического курса Российской Федерации и многолетнюю добросовестную работу награжден Знаком отличия «За безупречную службу» XXV лет (Указ Президента Российской Федерации от 29.06.2013 №595)
- Медаль «За оказание интернациональной помощи Анголе»
- За многолетний добросовестный труд в системе МИД России присвоено звание «Почетный работник МИД России»
- Юбилейная памятная медаль «100 лет Рабоче-Крестьянской Красной Армии и Флоту»
- Памятный знак «100 лет ГРУ ГШ ВС РФ»
- Присвоено звание «Почетный профессор Дипломатической академии МИД России»
- За заслуги в научно-педагогической деятельности, подготовке высококвалифицированных специалистов и многолетнюю добросовестную работу награжден «Орденом Дружбы» (Указ Президента Российской Федерации от 06.12.2019 №587)
- Награжден медалью «За Усердие» Приказом по МЧС
- Юбилейный памятный знак «75 лет Победы Советского народа в Великой Отечественной войне»
- Памятная медаль «100 лет Управлению Делами (Департамент) МИД России»
- Почетная грамота Министерства иностранных дел Российской Федерации (19 сентября 2022)
- Медаль "За содействие" (Приказ Федерального казначейства от 22 декабря 2023 г. №893-г)
- Орден Дружбы (2024, Южная Осетия) — за вклад в подготовку высококвалифицированных кадров для республики и в связи с 90-летним юбилеем со дня образования академии[6]
- Орден Почёта (6 августа 2024 года) — за заслуги в научно-педагогической деятельности, подготовке высококвалифицированных специалистов и многолетнюю добросовестную работу[7]

## Семья
Женат, имеет взрослого сына и двух внуков.